# Tenggerlor
Tenggerlor is een bestuurslaag in het regentschap Kediri van de provincie Oost-Java, Indonesië. Tenggerlor telt 3365 inwoners (volkstelling 2010).